# Ptychosyrinx
Ptychosyrinx is een geslacht van weekdieren uit de klasse van de Gastropoda (slakken).

## Soorten
- Ptychosyrinx bisinuata (Martens, 1901)
- Ptychosyrinx carynae (Haas, 1949)
- Ptychosyrinx chilensis Berry, 1968
- Ptychosyrinx lobata (Sowerby III, 1903)
- Ptychosyrinx nodulosus (Gmelin, 1791)